# Senén Mosquera
Senén Mosquera (Buenaventura; 25 de enero de 1938 - Bogotá; 20 de mayo de 2018) fue un futbolista, licenciado de Ciencias sociales de la Sede Principal de la Universidad Libre (Colombia) y empresario colombiano.

## Plano personal

### Biografía
Senén nació en Buenaventura, pero se crio en Quibdó, capital del departamento del Chocó, una región donde el fútbol ya gozaba de una creciente popularidad. Desde temprana edad demostró una notable inclinación por el deporte, a pesar del tenso clima político que marcaba aquella época.
Una anécdota particularmente reveladora de su infancia ocurrió el 9 de abril de 1948, durante los sucesos conocidos como El Bogotazo, Mientras disputaba un partido con amigos, un grupo de hombres armados con machetes atravesó la cancha al grito de consignas políticas. Senén y sus compañeros se escondieron hasta que el tumulto cesó, para luego reanudar su juego como si nada hubiera pasado, en un gesto que refleja tanto el temple como la pasión por el fútbol que lo acompañarían durante toda su vida.
Aficionado ferviente de Millonarios, una pasión inculcada por su padre, Senén creció escuchando las transmisiones radiales de los partidos, admirando a arqueros legendarios como Efraín "El Caimán" Sánchez, Julio "Chonto" Gaviria y el lituano Víctor Kriscuonas. Autodidacta, se entrenó por cuenta propia con la ayuda de familiares y amigos, llegando incluso a construir una portería en su casa para practicar.

### Empresario y televisión
Más allá del ámbito deportivo, Senén fue pionero en la vida cultural capitalina: fundó "Mozambique", la primera discoteca de salsera en Bogotá . Ubicada en la localidad de Chapinero (calle 63 con carrera 10), este establecimiento se convirtió en un punto de referencia para la música afrolatina, siendo además el escenario de las primeras presentaciones del mítico Grupo Niche. En 2014, precisamente la historia de esta agrupación fue llevada a la televisión en la telenovela Niche, donde Senén fue interpretado por el actor James Vargas.

## Carrera en Millonarios
La carrera profesional de Senén comenzó tras culminar sus estudios de bachillerato. En 1960 fue reconocido como el mejor arquero de los Juegos Nacionales celebrados en Cartagena. Este logro le valió la atención de Jaime "El Loco" Arroyave, director de las Divisiones menores de Millonarios, quien lo reclutó de inmediato.
Senén arribó a Bogotá el 7 de enero de 1961 y se instaló en el barrio Teusaquillo. Al día siguiente fue admitido en el club con el respaldo de Julio Cozzi, quien era paralelamente el golero y técnico del equipo embajador. Inicialmente fue asignado al equipo sub-20, pues ocupaba el cuarto lugar en la jerarquía de arqueros. Tras seis meses de entrenamientos intensivos, llegó su oportunidad.
Debutó oficialmente el 2 de junio de 1961 bajo la dirección técnica de Gabriel Ochoa Uribe , en un encuentro disputado en el estadio Alfonso López de Bucaramanga. A pesar de que el equipo cayó 1-0 ante el local, Senén fue destacado como la figura del partido, recibiendo elogios incluso de la afición rival. Durante esa temporada alternó la titularidad con el paraguayo Pablo Centurión y Mariano Lozano, contribuyendo de manera decisiva a la conquista del sexto título liguero del club.
Al año siguiente, en 1962 se consolidó como arquero titular. Su destacado rendimiento le valió la convocatoria a la selección nacional que disputó el Mundial de Chile ese mismo año. Como gesto memorable, ese año recibió de manos del legendario Lev Yashin  —"La Araña Negra"— los guantes autografiados que él utilizó en el encuentro frente a Colombia.
En 1963, volvió a compartir la titularidad con el paraguayo Centurión, logrando nuevamente el campeonato con Millonarios. En 1964, ante la lesión de Centurión y la salida de Ochoa Uribe, Senén se perfilaba como la gran figura del equipo. Sin embargo, una sanción disciplinaria lo relegó, y la institución contrató a su ídolo, el veterano Efraín "El Caimán" Sánchez, quien asumió simultáneamente el rol de arquero y entrenador. Millonarios se coronó campeón por novena vez.
Entre 1965 y 1966 sufrió una lesión que lo mantuvo alejado de las canchas, truncando su inminente traspaso al Atlético de Madrid de España. Durante su convalecencia, fue junto a su esposa, que fundó la discoteca "Mozambique", pionera en la escena salsera de la capital.
Volvió brevemente al fútbol en 1970 y en 1971 alternó la titularidad con Otoniel Quintana, contribuyendo a la obtención del décimo campeonato del club. Finalmente, en 1973, a los 35 años de edad, decidió retirarse definitivamente del fútbol profesional para dedicarse de lleno a su negocio, declinando ofertas tanto nacionales como internacionales. Cerró su carrera siendo un one-club man en Millonarios, habiendo disputado 209 partidos oficiales, ganando cinco títulos.

## Después del retiro
En su etapa posterior como formador, Senén canalizó su experiencia deportiva hacia la enseñanza, desempeñándose como entrenador en escuelas barriales, instituciones universitarias y centros educativos de la ciudad de  Bogotá. Desde estos espacios de base, identificó y potenció el talento de jóvenes promesas del arco, entre ellos Libardo Mesa, Orlando Mosquera Moyano, Omar Franco y José  Fernando Cuadrado, todos ellos con posterior proyección en el fútbol profesional colombiano. Paralelamente a su labor como entrenador, mantuvo la dirección de su emblemática discoteca "Mozambique", símbolo de la vida nocturna capitalina, y cursó estudios de  licenciatura de Ciencias Sociales en la Universidad Libre, consolidando así una faceta académica que complementó su ya diversa trayectoria vital.

## Clubes
| Club                   | Temporada | Div.      | Liga | Liga  | Copa Libertadores | Copa Libertadores | Total | Total |
| Club                   | Temporada | Div.      | PJ.  | Goles | PJ.               | Goles             | PJ.   | Goles |
| ---------------------- | --------- | --------- | ---- | ----- | ----------------- | ----------------- | ----- | ----- |
| Millonarios · Colombia | 1961-73   | Primera A | 202  | 0     | 7                 | 0                 | 209   | 0     |

### Selección
| Selección                | Año                      | Partidos | Goles |
| ------------------------ | ------------------------ | -------- | ----- |
| Colombia Mayores         | 1962                     | 1        | 0     |
| Colombia Mayores         | 1963                     | 3        | 0     |
| Colombia Mayores         | 1965                     | 0        | 0     |
| Colombia Mayores         | 1966                     | 0        | 0     |
| Colombia Mayores         | 1969                     | 0        | 0     |
| Colombia Mayores         | 1970                     | 0        | 0     |
| Colombia Mayores         | 1972                     | 0        | 0     |
| Colombia Mayores         | 1973                     | 1        | 0     |
| Total Selección Colombia | Total Selección Colombia | 5        | 0     |

## Palmarés

### Campeonatos nacionales
| Título              | Club        | País     | Temporada |
| ------------------- | ----------- | -------- | --------- |
| Categoría Primera A | Millonarios | Colombia | 1961      |
| Categoría Primera A | Millonarios | Colombia | 1962      |
| Categoría Primera A | Millonarios | Colombia | 1963      |
| Categoría Primera A | Millonarios | Colombia | 1964      |
| Categoría Primera A | Millonarios | Colombia | 1972      |

## Anexo
Anexo:Futbolistas que militaron en un solo equipo